# Кожный скелет
Кожный скелет у позвоночных состоит из окостенений собственно кожи и представляет весьма древнее образование. Его древность доказывается как существованием панциря у силурийских и девонских рыб и у каменноугольных, триасовых и юрских земноводных, так и тем, что отложения извести и окостенения в коже могут в течение зародышевого развития предшествовать развитию костной ткани внутри хрящевого зачаточного скелета.
Как показали исследования Гегенбаура и Гертвига, исходной точкой при развитии кожного скелета нужно считать разбросанные в коже зубы, сидящие на небольших основных пластинках и представляющие совершенно такое же строение, как и зубы ротовой полости. Такие зубы встречаются в коже ганоидных рыб, селахий, сомовых и двоякодышащих.
Слиянием подобных образований объясняется происхождение панцирей у панцирных ганоидных, панцирных сомов, пучкожаберных и т. д., а также всех чешуй рыб и костей, одевающих их передний поясок и примордиальный череп.
Такое же первоначальное происхождение можно приписать и кроющим костям черепа (например лобным, теменным) всех позвоночных вообще. Даже у земноводных заметно ещё, что сошник и другие кости ротовой полости произошли путём срастания зубов.
У современных земноводных кожный скелет развит слабо, лишь у рогатых лягушек и эфиппигер существуют костяные пластинки в коже спины, а у безногих земноводных в коже существуют чешуйки.
Мощного развития достигал панцирь у некоторых ископаемых. Из современных пресмыкающихся костные образования в коже, происходящие путём окостенения соединительной ткани, достигают наибольшего развития у крокодилов и черепах, но встречаются и у других форм, например у гекконов: они могут вступать в связь с внутренним скелетом и отчасти вытеснять его.
У птиц кожного скелета совершенно нет, а из млекопитающих окостенения кожи встречаются лишь у броненосцев, у которых есть 5 спинных щитов и могут быть щитки в коже конечностей. 
Сильно развитый кожный скелет существует у иглокожих. Наружный скелет других беспозвоночных представляет по большей части накожный скелет, лежащий на внешней стороне наружного эпителия тела.